# Pranlukast
Pranlukast (nella fase sperimentale conosciuto anche con la sigla ONO 1078) è un farmaco antiasmatico con attività antagonista sui recettori per i leucotrieni. Il farmaco, appartenente alla stessa classe di montelukast e zafirlukast, è ampiamente utilizzato in Giappone.

## Farmacodinamica
Pranlukast è un inibitore dei recettori dei leucotrieni, in particolare del recettore dei cisteinil-leucotrieni di tipo 1(CysLT1), nelle vie respiratorie umane.
I cisteinil-leucotrieni (LTC4, LTD4, LTE4) sono degli eicosanoidi (fattori infiammatori) rilasciati da diverse cellule, tra cui mastcellule ed eosinofili.
Il legame di questi leucotrieni con lo specifico recettore, causa la contrazione della muscolatura liscia bronchiale, aumentata la secrezione di muco, la permeabilità vascolare ed il reclutamento degli eosinofili (aumento degli eosinofili nel circolo periferico e nelle vie aeree). 
I leucotrieni sono quindi uno dei fattori responsabili dell'attacco asmatico. Pranlukast, e molecole simili (come zafirlukast o montelukast), sono antagoniste di tali recettori.
Pranlukast inibisce in modo specifico l'azione dei leucotrieni di tipo LTD4 sul recettore CysLT1.
La molecola funziona attraverso un meccanismo di saturazione recettoriale. Ciò significa che, legandosi ai recettori, non evoca alcuna risposta, ma impedisce meccanicamente ai ligandi fisiologici di interagirvi. 
I leucotrieni perciò, trovando i recettori occupati, non possono attivare la trasduzione del segnale che induce, tra gli altri effetti, la broncocostrizione.

## Farmacocinetica
Pranlukast dopo somministrazione per via orale viene rapidamente assorbito dal tratto gastroenterico. La concentrazione plasmatica massima (Cmax) viene raggiunta entro 4,5 ore (Tmax) (range 2-6 ore) dall'assunzione.
Non vi sono differenza significative nel raggiungimento dei picchi plasmatici tra soggetti giovani ed anziani.
L'ingestione di cibo determina un prolungamento della fase di assorbimento ed aumenta la biodisponibilità della molecola.
Anche la somministrazione serale dell'antileucotriene sembra incrementare la sua biodisponibilità.
L'emivita terminale del farmaco varia tra 1 e 3 ore..

## Usi clinici
Il farmaco trova indicazione per il trattamento dell'asma bronchiale, come terapia aggiuntiva, a quella standard basata su steoridi per via inalatoria associati ad altri agenti agonisti β-adrenergici ad azione rapida o prolungata, qualora queste sostanze non si siano dimostrate efficaci nel fornire un adeguato controllo clinico.

## Effetti collaterali ed indesiderati
Gli effetti avversi del farmaco comprendono astenia, affaticabilità, cefalea, dolore addominale, epigastralgia, tosse, vertigini, febbre, eruzioni cutanee.